# Voorrecht van rechtsmacht
Het voorrecht van rechtsmacht (Frans: privilège de juridiction) is in België de term waarmee men aangeeft dat magistraten en bepaalde (hoge) ambtenaren  die een wanbedrijf of misdaad hebben gepleegd rechtstreeks voor het hof van beroep worden vervolgd en gevonnist, en niet voor de correctionele rechtbank die normaal bevoegd zou zijn. Dat geldt zowel voor wanbedrijven en misdaden gepleegd binnen hun ambtsbediening als daarbuiten (artikelen 479 en volgende van het Wetboek van strafvordering (Sv.)).
Dit is een voorrecht aangezien de burgerlijke partijstelling onmogelijk is (voor de eerste maal in het hof van  beroep) en de strafvordering enkel door het Openbaar Ministerie kan worden ingesteld.

## Personen die het voorrecht van rechtsmacht genieten
De artikelen 479 en 483 van het Wetboek van strafvordering (Sv.) sommen de magistraten en de andere gezagsdragers op die genieten van het voorrecht van rechtsmacht. Het gaat om:
- de vrede- en politierechters;
- de magistraten van de rechtbank van eerste aanleg, van de arbeidsrechtbank en van de ondernemingsrechtbank;
- de raadsheren bij het hof van beroep of bij het arbeidshof;
- de raadsheren en de referendarissen bij het Hof van Cassatie;
- de magistraten van het openbaar ministerie bij een rechtbank of een hof;
- de federale procureur en de federale magistraten;
- de leden van het Rekenhof;
- de leden van de Raad van State;
- de leden van het auditoraat of van het coördinatiebureau bij de Raad van State;
- de leden en de referendarissen van het Grondwettelijk Hof;
- de leden van het Mededingingscollege van de Mededingingsautoriteit;
- de leden van de Raad voor Vreemdelingenbetwistingen;
- en de provinciegouverneurs.

## Het opsporings- en gerechtelijk onderzoek
Personen die van het voorrecht van rechtsmacht genieten worden vervolgd door de procureur-generaal bij het hof van beroep of door een lid van zijn parket. Het onderzoek wordt gevoerd door de zogenaamde raadsheer-onderzoeker die door de eerste voorzitter van het hof van beroep wordt aangeduid, op verzoek van de procureur-generaal.

## Geen burgerlijke partijstelling mogelijk
Het (beweerde) slachtoffer van een persoon die van het voorrecht van rechtsmacht geniet kan zich niet burgerlijke partij stellen tegen de betrokkene. Alleen de procureur-generaal bij het hof van beroep kan het initiatief nemen voor de vervolging.  

## Berechting
De personen die van het voorrecht van rechtsmacht genieten worden in eerste en laatste aanleg berecht door het Hof van beroep. Zij kunnen tegen hun eventuele veroordeling geen hoger beroep instellen. Omgekeerd kan het openbaar ministerie geen hoger beroep instellen tegen hun eventuele vrijspraak.

## Toepasselijkheid van de regeling op andere personen (mededaders en medeplichtigen)
Personen die op zichzelf niet 'genieten' van het voorrecht van rechtsmacht kunnen toch onderworpen worden aan de regels betreffende het voorrecht van rechtsmacht. Dat is het geval voor personen die als mededader of als medeplichtige samen met de ambtsdrager vervolgd worden. Deze personen zullen ook rechtstreeks door het Hof van beroep gevonnist worden. Hun onderwerping aan dezelfde regels is een gevolg van de samenhang van misdrijven. 

## Bevoegdheid van het hof van assisen blijft bestaan
Personen die het voorrecht van rechtsmacht genieten, en die een misdaad plegen die niet voor correctionalisering in aanmerking komt, worden gevonnist door het hof van assisen. 
Wanneer de misdaad die in de uitoefening van het ambt gepleegd is, ten laste gelegd wordt hetzij aan een gehele rechtbank van eerste aanleg, arbeidsrechtbank of rechtbank van koophandel, hetzij individueel aan een of meer leden van de hoven van beroep en aan de procureurs-generaal en substituten bij de hoven, dan voorziet het Wetboek van strafvordering een speciale regeling, met mogelijkheid tot aangifte van de misdaad aan de minister van Justitie of zelfs bij het Hof van Cassatie (artikelen 485 e.v. Sv.).

## Rechtspraak Grondwettelijk Hof
De procedure van de voorrecht van rechtsmacht verschilt naargelang het gaat om een magistraat van eerste aanleg of een magistraat bij een Hof van Beroep. In het eerste geval wordt aan het einde van het onderzoek de rechtspleging niet geregeld (d.w.z. dat het onderzoeksgerecht nagaat of het onderzoek regelmatig verliep en of er voldoende bezwaren bestaan om de zaak door te verwijzen naar de vonnisrechter). In het tweede geval wordt de rechtspleging wél geregeld door het Hof van Cassatie, dat in deze uitzonderlijke omstandigheden optreedt als onderzoeksgerecht. 
In een eerste arrest van februari 2018 achtte het Grondwettelijk Hof deze discrepantie ongrondwettelijk. In casu bekloeg een magistraat zich dat hij de regelmatigheid van het onderzoek niet kon laten toetsen. Aangezien dit wél kan bij een magistraat bij het Hof van Beroep, schendt art. 479 Sv. het gelijkheidsbeginsel. 
In een tweede arrest van maart 2018 oordeelde het Grondwettelijk Hof dat het gelijkheidsbeginsel alsook art. 6 EVRM wordt geschonden indien er op het einde van het onderzoek de regelmatigheid ervan niet wordt gecontroleerd door een onderzoeksgerecht. 
In een uitleggend arrest van 21 februari 2019 oordeelde het Grondwettelijk Hof dat de kamer van inbeschuldigingstelling zich bevoegd moet verklaren op het einde van het gerechtelijk onderzoek om zich uit te spreken over de bezwaren en de regelmatigheid van het onderzoek na te kijken. In een recente zaak (maart 2019) heeft de procureur-generaal de desbetreffende magistraat gedagvaard voor de kamer van inbeschuldigingstelling, waarbij de procedure verliep zoals voor de raadkamer.